# Pro Juventute
Pour les articles homonymes, voir Pro Juventute (timbre) et Pro Juventute (Belgique).
Pro Juventute (latin : pour la jeunesse ; prononciation : \pʁo ju.vɛn.tu.te\) est une fondation créée en 1912 par la Société suisse d'utilité publique (SSUP) pour combattre la tuberculose chez les enfants et les jeunes. Œuvre sociale de caractère privé, elle est active dans le domaine de l'aide à la jeunesse. 

## Histoire

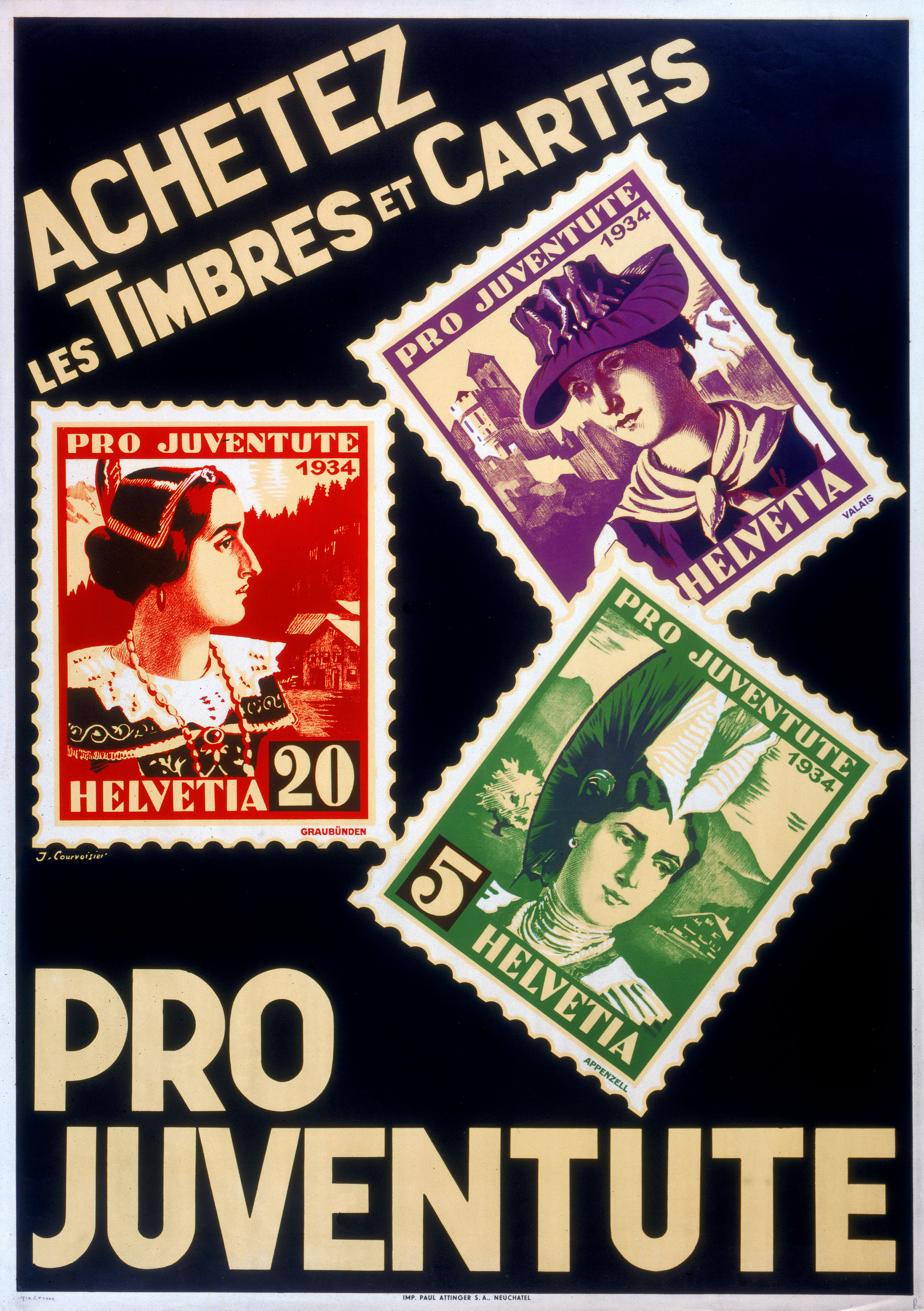
Affiche de 1934 pour la vente de timbres Pro Juventute

Pro Juventute regroupant l'activité de plusieurs associations d'aide à la jeunesse, a usé à ses débuts de méthodes et d'une idéologie proche de l'eugénisme par le biais des membres fondateurs Ulrich Wille et Alfred Siegfried. Elle était censée venir en aide tout particulièrement aux enfants handicapés et maltraités et s'est intéressée également aux familles tziganes (yéniches, Sinti et Roms).

### Ulrich Wille
Ulrich Wille junior (1877 - 1959) est l'un des membres fondateurs et le premier président. Il est le fils du général de la Première Guerre mondiale du même nom Ulrich Wille. Dès 1918, il entretint des relations avec des politiciens nationalistes allemands. Il accueille Adolf Hitler en 1923 dans sa villa pour une collecte de fonds. Dès 1923, Wille entretint des relations avec des chefs nazis, dont Rudolf Hess. Démis de ses fonctions dans l'armée en 1942, il reste au conseil de fondation de Pro Juventute jusqu'à sa mort en 1959.

### Eugénisme
En Europe entre les deux guerres mondiales, une pseudo science de l'eugénisme voit le jour. En découlent des programmes d'inspiration nationaliste de surveillance et d'élimination des personnes considérées comme déviantes, notamment les gens du voyages. Les familles yéniches présentes en Suisse sont soumises à un processus d'assimilation forcée. Josef Jörger (de) et son fils Johann Benedikt Jörger (de) théorisent et mettent en pratique au niveau psychiatrique l'eugénisme visant les populations yéniches en Suisse et aboutissant à la conclusion d'une nécessité de purification ethnique,. Alfred Siegfried, se fait le tenant de cette approche en Suisse qui comporte des similitudes avec l'idéologie nazie, ce qu'il formule clairement dès 1926.
Des idées eugénistes comparables ont eu cours dans l'Allemagne nazie et aux Etats-Unis.
Alfred Siegfried était secrétaire de Pro Juventute à Lucerne, puis professeur romaniste au Gymnasium am Münsterplatz de Bâle avant d'être exclu de l'enseignement en 1924 à la suite d'une affaire de pédophilie pour laquelle il est condamné. Le secrétariat central de Pro Juventute l'engage en 1924, et il devient responsable de la section consacrée aux enfants en âge scolaire de 1927 à 1957.
Son successeur Peter Döbeli est condamné en 1963 à une peine de prison pour le même type de crime et est remplacé par Clara Reust (de), une des proches collaboratrices d'Alfred Siegfried pour les programmes de placements forcés des enfants yéniches. Cette dernière ne sera jamais inquiétée par la justice pour les enlèvements de force.

### Activités
Pro Juventute est financée dès ses débuts par la vente de timbres postaux. Elle prend en charge les consultations en puériculture, la communication sur des activités de vacances, de loisirs et l'attribution de bourses de formation.
Jusqu'en 1996 le conseil de fondation est dirigé par un conseiller fédéral et des personnalités politiques et militaires. Elle s'implique dans les soins dentaires et de santé dispensés au sein des écoles par les communes suisses. La formation des parents est aussi un de ses thèmes majeurs.
En 1922 elle ouvre un sanatorium à Davos. En 1926 elle entame le programme des enfants de la grande route qui vise l'assimilation forcée des familles yéniches à travers le placement des enfants, et le recours à des stérilisations volontaires,,,.
En 1935 est ouverte une maison de vacances à Waltensburg/Vuorz puis en 1962 un village de vacances est créé au Tessin.
Elle est également active dans le placement d'enfants en famille d'accueil, foyer, apprentissage et la recherche d'emploi pour les enfants maltraités, handicapés souvent issus de familles monoparentales dirigées par une mère et assure leur surveillance.
Elle gère l'association de villages d'enfants Pestalozzi de 1945 à 1950 et crée des places de jeux et des centres communautaires. Elle publie des brochures d'information pour les parents et l'agenda Pestalozzi pour les jeunes. Elle est à l’origine des places de jeu Robinson dont la première a été aménagée à Zurich-Wipkingen en 1957.
Elle se spécialise dans l'accompagnement de familles jugées dans une situation difficile dès 1985. Dans les années 1990 elle s'implique également dans les questions de toxicomanie.
Elle s'engage pour la ratification par la Suisse de la Convention des Nations unies relative aux droits de l'enfant (1997).
En 1998 elle crée une ligne téléphonique d'entraide pour les enfants sur mandat de la confédération.
Ses fonds proviennent de la vente de timbres, de subventions publiques, de dons et de legs. Des problèmes financiers nécessitent une restructuration au début du XXIe siècle.
Ses activités et ses liens controversés suscitent des critiques sur les ONG suisses.

## Organisation
Elle est actuellement organisée en 191 districts et s'appuie sur 8 000 collaborateurs bénévoles qui proposent une aide directe et lancent ou soutiennent des projets dans les domaines de l'éducation, de la formation, de la santé, de l'animation socioculturelle et des loisirs.
Le siège est à Zurich, le secrétariat romand à Lausanne.

## Placements forcés d'enfants tziganes

### Les faits
En 1926 est créée  l'Œuvre des enfants de la grand-route sous l'influence d'Alfred Siegfried à la demande[à vérifier] de Giuseppe Motta afin de retirer les enfants yéniches à leurs parents, dont le mode de vie nomade est considéré comme une mise en danger des enfants et un fléau social qu'il faut éradiquer. Le but est de les sédentariser, mais ils seront surtout placés dans des orphelinats,,, où ils subiront de multiples sévices : déplacements nombreux pour empêcher leurs parents de les retrouver, abus sexuels, travail forcé, électrochocs et stérilisations.
Les autorités séparent ainsi de leurs parents 586 enfants. Ils sont envoyés dans des établissements spécialisés, ou encore recueillis par des parents d'adoption. Gens du voyage, leurs parents étaient a priori considérés comme incapables de les élever. Beaucoup de ces enfants n'ont jamais revu leurs proches, car il était considéré comme nécessaire de les couper tout lien familial, perçu comme une mauvaise influence. Certains d'entre eux témoignent d'abus sexuels commis par Alfred Siegfried.

### Réactions à partir des années 1980
L'hebdomadaire alémanique Der Schweizerische Beobachter dévoile le scandale des placements forcés  « Les enfants de la grand-route »,, et le programme est suspendu. Une série de reportages et documentaires est publiée et diffusée par la Télévision Suisse Romande dès les années 1980,,,,.
Le président de la confédération Alphons Egli présente des excuses publiques, car le projet est financé par l'aide financière de l'État. Le programme est dissout en 1973, ses archives mises sous scellés. Pro Juventute présente des excuses officielles aux victimes. En 2013, la conseillère fédérale Simonetta Sommaruga présente les excuses officielles de la Confédération,. Mais Guido Flury[Qui ?] estime que ce n'est pas suffisant, d'autant que les autorités suisses refusent d'indemniser les victimes pour ne pas créer de précédent. Il lance donc une initiative populaire pour obtenir cette indemnisation,.
Un table ronde permet la création d'un fonds d'entraide de 7 millions de francs suisses, auquel Genève refuse cependant de participer.

### Reconnaissance de crime contre l’humanité
En 2025, le Conseil fédéral qualifie le placement forcé des enfants yéniches et manouches, la volonté de briser les liens familiaux afin d'éliminer le mode de vie nomade et l'assimilation au mode de vie sédentaire de « crime contre l'humanité », selon les critères du droit international. Étant donné sa participation à tous les niveaux administratifs (Confédération, cantons et communes) et ses rapports étroits avec la fondation Pro Juventute, l’État suisse est considéré comme « coresponsable » des faits commis.

## Dans les arts
En 1992, en référence au crime causé par la Pro Juventute envers les Yéniches suisses, le réalisateur Urs Egger (de) réalise un film dramatique nommé Kinder der Landstrasse (de)